# 百柱庙
百柱庙，位于中国广西壮族自治区富川瑶族自治县油沐乡福溪村，为一个省级文物保护单位，类型为古建筑及历史纪念建筑物，为第四批广西壮族自治区文物保护单位，公布时间为1994年7月8日。
百柱庙的历史年代为明－清。